# Ľubomír Hurtaj
Ľubomír Hurtaj (* 28. listopad 1975, Topoľčany) je bývalý slovenský hokejový útočník, hrající na pozici centra.

## Klubový hokej
S hokejem začínal v rodném městě, v klubu VTJ Topoľčany. Od ročníku 2000/01 hrával za Slovan Bratislava, v druhém roce jeho působení mužstvo získal extraligový titul. V průběhu sezóny 2002/03 přestoupil do českého týmu HC Lasselsberger Plzeň. Od ročníku 2004/05 hrál za HC Energie Karlovy Vary, několik zápasů odehrál i ve finském IFK Helsinky a švýcarském HC Lausanne. Před sezónou 2006/07 se opět vrátil do Slovanu, kde patřil k oporám v útoku a získal další extraligový titul. V sezóně 2007/08 působil v německé DEL v klubu Wolfsburg Grizzly Adams. V ročníku 2008/09 hrál za MHC Martin, následně za Duklu Trenčín. Od sezóny 2010/11 hrává za rumunský klub HSC Csíkszereda v maďarské MOL Lize.

## Klubové statistiky
| Sezona  | Klub                    | Soutěž   | Základní část | Základní část | Základní část | Základní část | Základní část | Základní část | Play off | Play off | Play off | Play off | Play off | Play off |
| Sezona  | Klub                    | Soutěž   | Z             | G             | A             | B             | TM            | + / -         | Z        | G        | A        | B        | TM       | + / -    |
| ------- | ----------------------- | -------- | ------------- | ------------- | ------------- | ------------- | ------------- | ------------- | -------- | -------- | -------- | -------- | -------- | -------- |
| 1993/94 | VTJ Topoľčany           | 1. SHL   | 40            | 10            | 8             | 18            |               |               |          |          |          |          |          |          |
| 1994/95 | VTJ Topoľčany           | 1. SHL   | 44            | 13            | 8             | 21            |               |               |          |          |          |          |          |          |
| 1995/96 | HK Prešov               | SE       | 2             | 1             | 0             | 1             | 0             | +1            |          |          |          |          |          |          |
|         | VTJ Topoľčany           | 1. SHL   | 36            | 22            | 16            | 38            | 8             | +8            |          |          |          |          |          |          |
| 1996/97 | Spišská Nová Ves        | SE       | 48            | 11            | 30            | 41            | 18            | +5            |          |          |          |          |          |          |
| 1997/98 | Plastika Nitra          | SE       | 20            | 0             | 3             | 3             | 4             | +7            |          |          |          |          |          |          |
|         | Banská Bystrica         | 1. SHL   | 15            | 4             | 13            | 17            | 32            | +11           |          |          |          |          |          |          |
| 1998/99 | Spišská Nová Ves        | SE       | 48            | 22            | 22            | 44            | 16            | +13           |          |          |          |          |          |          |
| 1999/00 | Dukla Trenčín           | SE       | 61            | 27            | 29            | 56            | 18            | +33           |          |          |          |          |          |          |
| 2000/01 | Slovan Bratislava       | SE       | 50            | 28            | 22            | 50            | 30            | +27           | 8        | 2        | 3        | 5        | 0        | -1       |
| 2001/02 | Slovan Bratislava       | SE       | 50            | 9             | 23            | 32            | 40            | +17           | 16       | 5        | 6        | 11       | 4        |          |
| 2002/03 | Slovan Bratislava       | SE       | 25            | 8             | 16            | 24            | 12            | +11           |          |          |          |          |          |          |
| 2002/03 | HC Plzeň                | ČE       | 27            | 9             | 7             | 16            | 22            | -2            |          |          |          |          |          |          |
| 2003/04 | HC Plzeň                | ČE       | 31            | 10            | 8             | 18            | 12            | +2            |          |          |          |          |          |          |
| 2003/04 | IFK Helsinky            | SM-liiga | 10            | 2             | 2             | 4             | 4             | +4            | 7        | 0        | 0        | 0        | 4        |          |
| 2004/05 | Karlovy Vary            | ČE       | 46            | 10            | 19            | 29            | 26            | -6            |          |          |          |          |          |          |
|         | HC Lausanne             | NLA      |               |               |               |               |               |               | 4        | 2        | 1        | 3        | 0        | [ p. 1 ] |
|         | HC Lausanne             | N-liga B |               |               |               |               |               |               | 7        | 2        | 2        | 4        | 2        |          |
| 2005/06 | Karlovy Vary            | ČE       | 48            | 11            | 16            | 27            | 24            | 0             |          |          |          |          |          |          |
|         | HC Lausanne             | N-liga B |               |               |               |               |               |               | 8        | 2        | 3        | 5        | 4        |          |
| 2006/07 | Slovan Bratislava       | SE       | 51            | 21            | 25            | 46            | 46            | +17           | 14       | 2        | 6        | 8        | 14       | +5       |
| 2007/08 | Wolfsburg Grizzly Adams | DEL      | 40            | 3             | 10            | 13            | 10            | -12           |          |          |          |          |          |          |
| 2008/09 | MHC Martin              | SE       | 9             | 0             | 4             | 4             | 14            | -5            |          |          |          |          |          |          |
|         | Dukla Trenčín           | SE       | 24            | 6             | 12            | 18            | 40            | +12           |          |          |          |          |          |          |
|         | HC Vítkovice            | ČE       | 3             | 0             | 1             | 1             | 0             | 0             | 4        | 0        | 0        | 0        | 0        | -1       |
| 2009/10 | HC Oceláři Třinec       | SE       | 21            | 2             | 12            | 14            | 0             | +8            |          |          |          |          |          |          |
|         | Guildford Flames        | EPIHL    | 15            | 13            | 15            | 28            | 16            |               |          |          |          |          |          |          |
| 2010/11 | HSC Csíkszereda         | MOL      | 26            | 20            | 28            | 48            | 52            | +32           | 11       | 11       | 18       | 29       | 6        | +21      |
| 2011/12 | HSC Csíkszereda         | MOL      | 26            | 16            | 20            | 36            | 51            | +44           | 5        | 2        | 4        | 7        | 60       | +3       |
|         | HSC Csíkszereda         | RHL      | 5             | 2             | 4             | 6             | 0             |               |          |          |          |          |          |          |
| 2012/13 | HSC Csíkszereda         | MOL      | 48            | 21            | 33            | 54            | 42            | +11           | 5        | 2        | 4        | 7        | 60       | +3       |
|         | HSC Csíkszereda         | RHL      | 9             | 6             | 10            | 16            | 0             | +15           |          |          |          |          |          |          |

## Reprezentace
Při své jediné účasti na světovém šampionátu - MS 2000 získal stříbrnou medaili. V slovenské reprezentaci spolu odehrál 55 zápasů, vstřelil 12 branek.
Statistiky reprezentace na Mistrovstvích světa a Olympijských hrách:
| Turnaj            | Místo konání      | Z | G | A | B | Umístění         | Soupisky         |
| ----------------- | ----------------- | - | - | - | - | ---------------- | ---------------- |
| MS 2000           | Rusko (Petrohrad) | 8 | 1 | 2 | 3 | Stříbrná medaile | Soupiska MS 2000 |
| Celkem na MS (1x) |                   | 8 | 1 | 2 | 3 |                  |                  |

## Rodina
Je ženatý, má dva syny a dceru, starší syn chytá za Slovan v mládežnických kategoriích.